# Adama chloroticus
Adama chloroticus är en insektsart som beskrevs av Melichar 1904. Adama chloroticus ingår i släktet Adama och familjen dvärgstritar. Inga underarter finns listade i Catalogue of Life.